# Boophis septentrionalis
Espèce
Synonymes
- Boophis luteus septentrionalis Glaw & Vences, 1994

Statut de conservation UICN

 LC  : Préoccupation mineure
Boophis septentrionalis est une espèce d'amphibiens de la famille des Mantellidae.

## Répartition
Cette espèce est endémique de Madagascar. Elle se rencontre dans le nord de l'île, dont le parc national de la Montagne d'Ambre, la réserve spéciale de la Forêt d'Ambre, les environs d'Andapa et la réserve naturelle intégrale de Tsaratanana. On la trouve entre 379 et 1 150 m d'altitude.

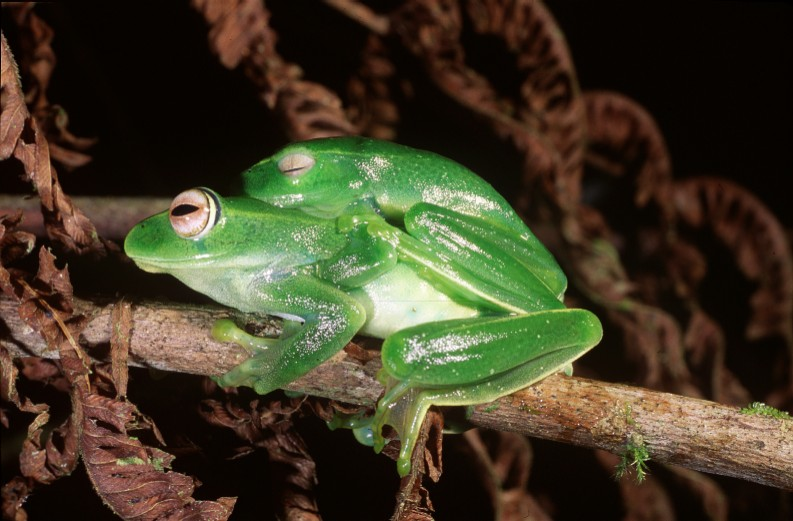

## Publication originale
- Glaw & Vences, 1994 : A Fieldguide to the Amphibians and Reptiles of Madagascar - Including Mammals and Freshwater Fish. ed. 2, p. 1-331  (ISBN 3-929449-01-3)